# Chaudeyrac
Chaudeyrac (okcitán nyelven Chaudairac) egy község Franciaországban, Lozère megyében. 2011-ben 308 lakosa volt.

## Fekvés
Chaudeyrac a Margeride-hegység délkeleti részén fekszik, a Clamouse patak partján, Châteauneuf-de-Randontól 7,5 km-re északkeletre. Érinti a Mende-ot (35 km) Langogne-nyal (12 km) összekötő N88-as főút.
Közigazgatási területe 1 119–1 436 m közötti magasságban fekszik, maga a falu 1143 m magasságban.
Délről Montbel, keletről Cheylard-l’Évêque, északkeletről Rocles, északról Chastanier, északnyugatról Pierrefiche, nyugatról pedig Châteauneuf-de-Randon községek határolják.
Számos szórványtelepülés tartozik hozzá: Boissantfeuilles, Chaudeyraguet, Grosfau, Villeneuve, Les Maurels, Fouzillac, Les Combes, Crouset.

## Történelem
1888-ig a szomszédos Cheylard-l’Évêque falu is hozzátartozott. Villeneuve közelében 2005 januárjában 2 turbinából álló, 1,7 MW teljesítményű szélerőmű létesült (elsőként a megyében).

### Demográfia
| Év   | Lakosság |
| ---- | -------- |
| 1793 | 800      |
| 1851 | 1204     |
| 1876 | 1246     |
| 1901 | 926      |

| Év   | Lakosság |
| ---- | -------- |
| 1936 | 722      |
| 1946 | 615      |
| 1954 | 504      |
| 1962 | 438      |

| Év   | Lakosság |
| ---- | -------- |
| 1968 | 414      |
| 1975 | 327      |
| 1982 | 296      |
| 1990 | 235      |
| 1999 | 263      |
| 2010 | 308      |

## Nevezetességek
- Szent Mártonnak szentelt temploma a 11. században épült román stílusban.
- Clamouse várának romjai

## Képtár

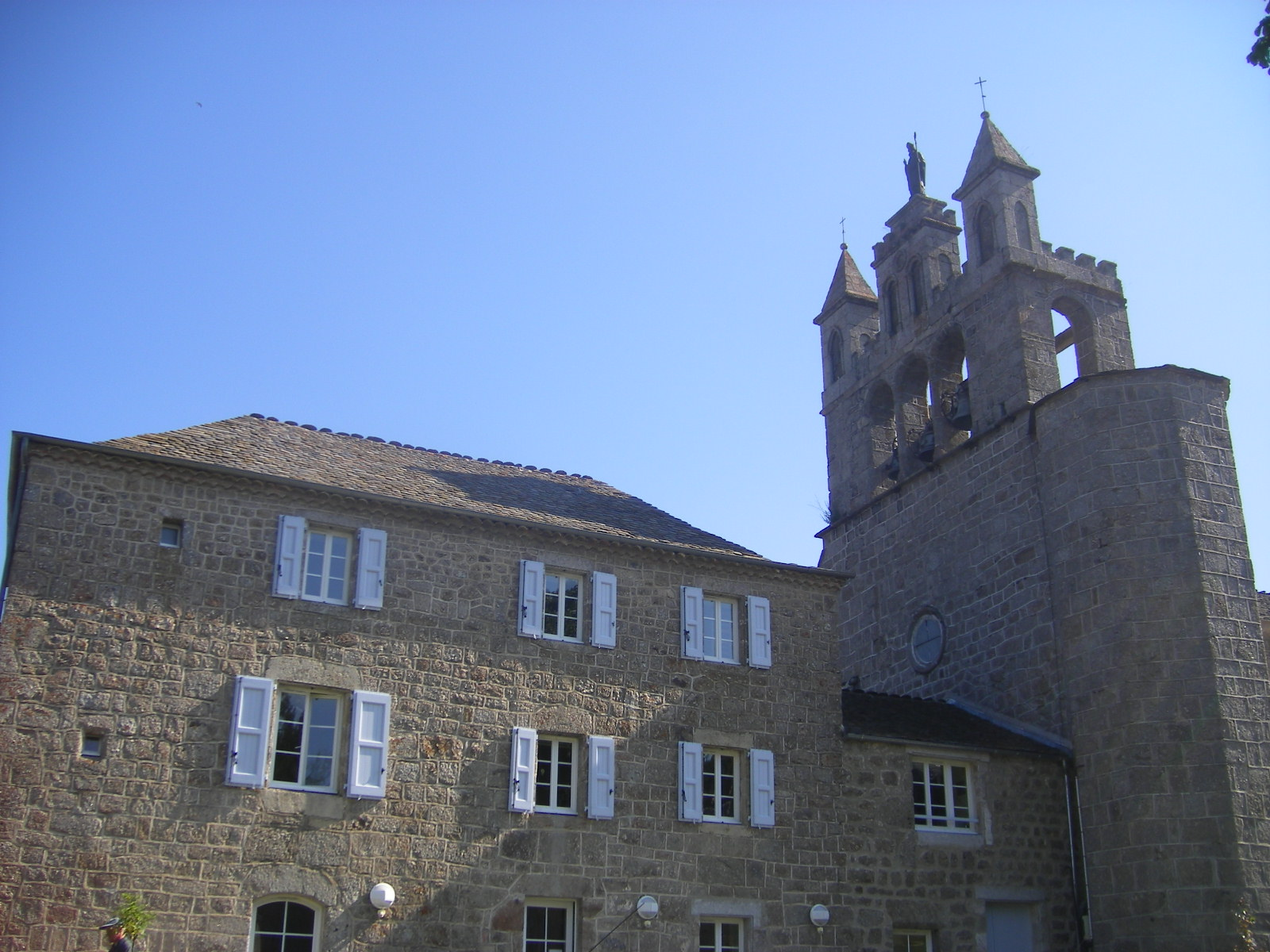
Szent Márton-templom
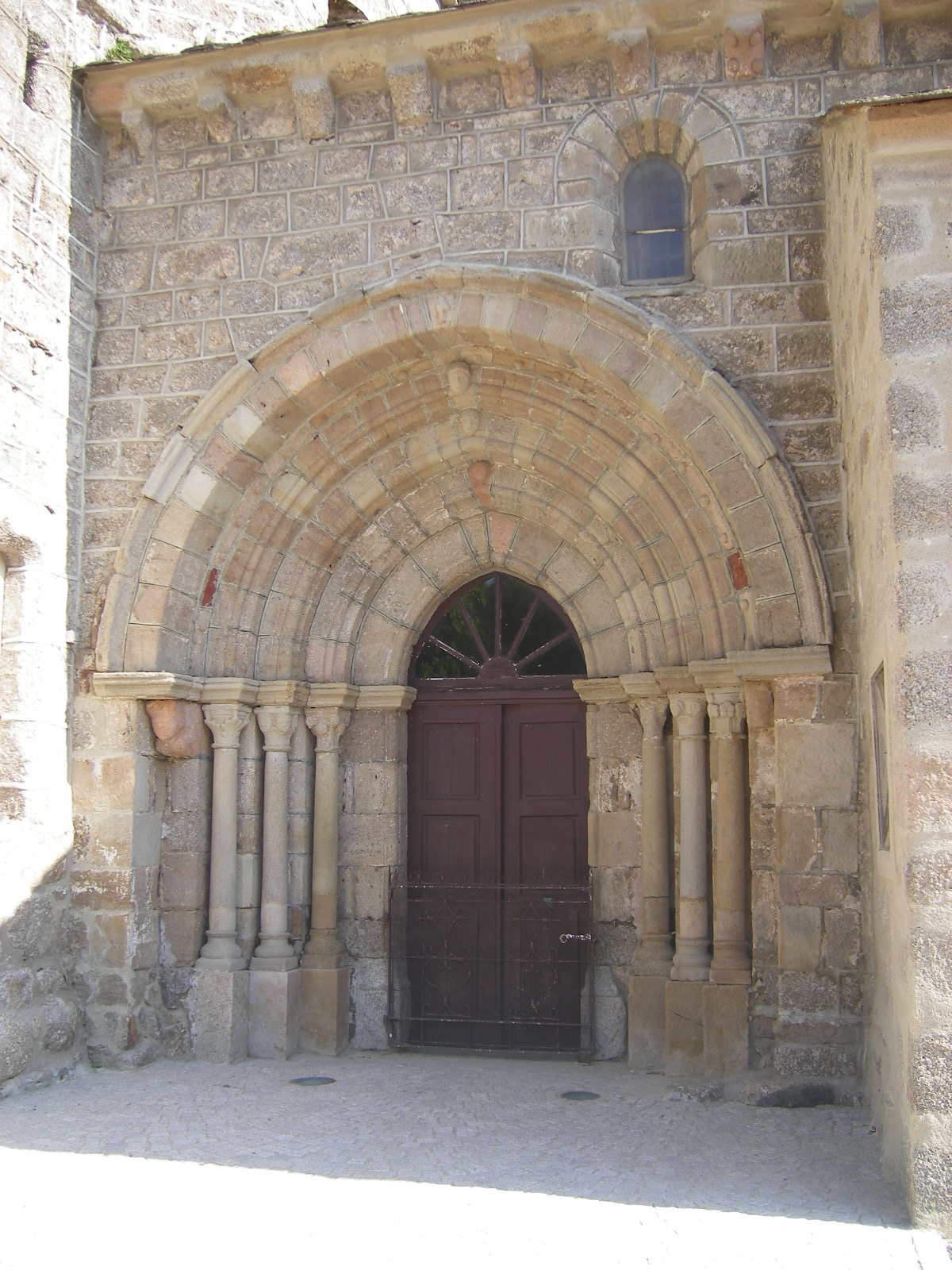
Templomkapu
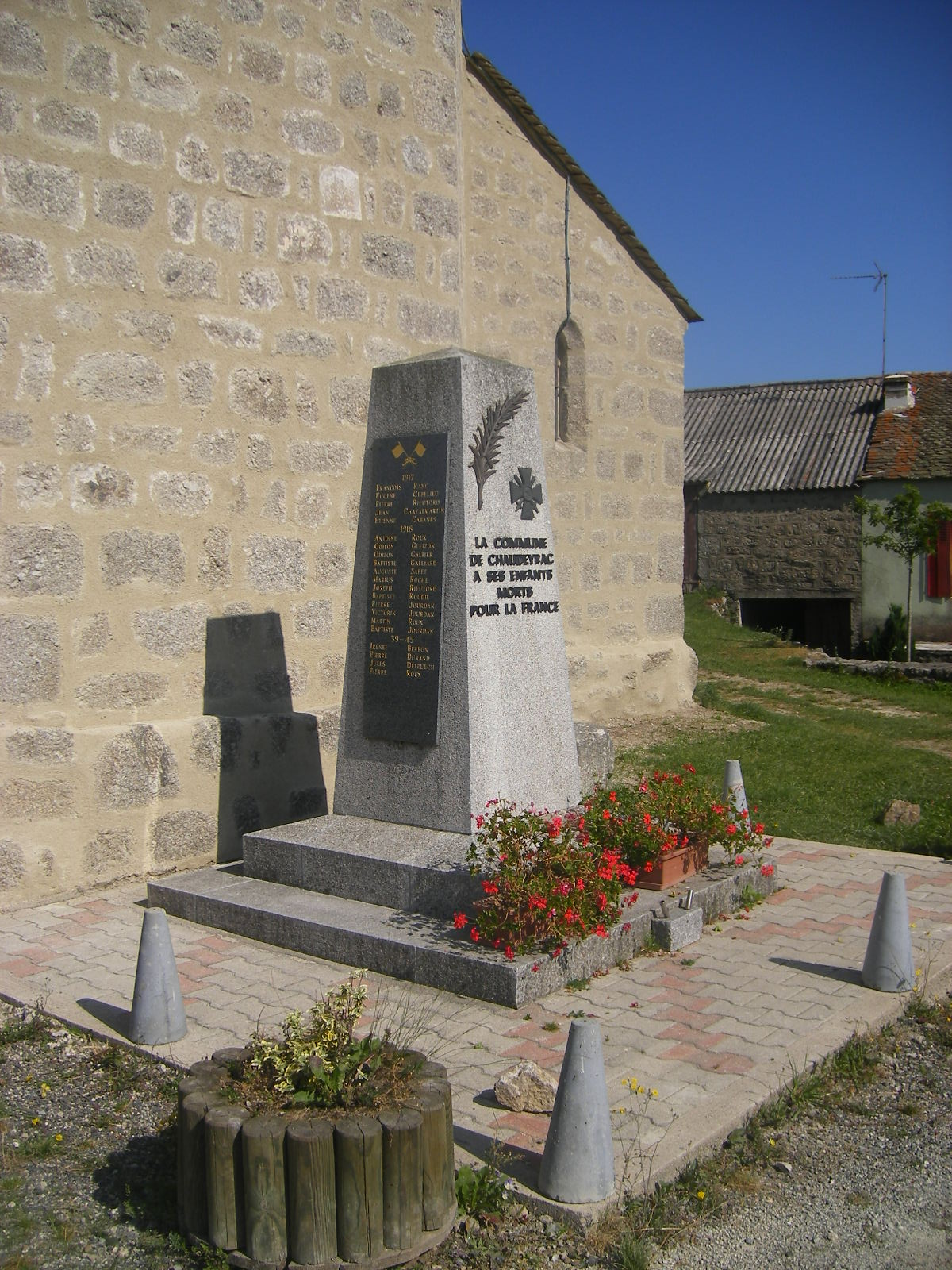
Világháborús emlékmű
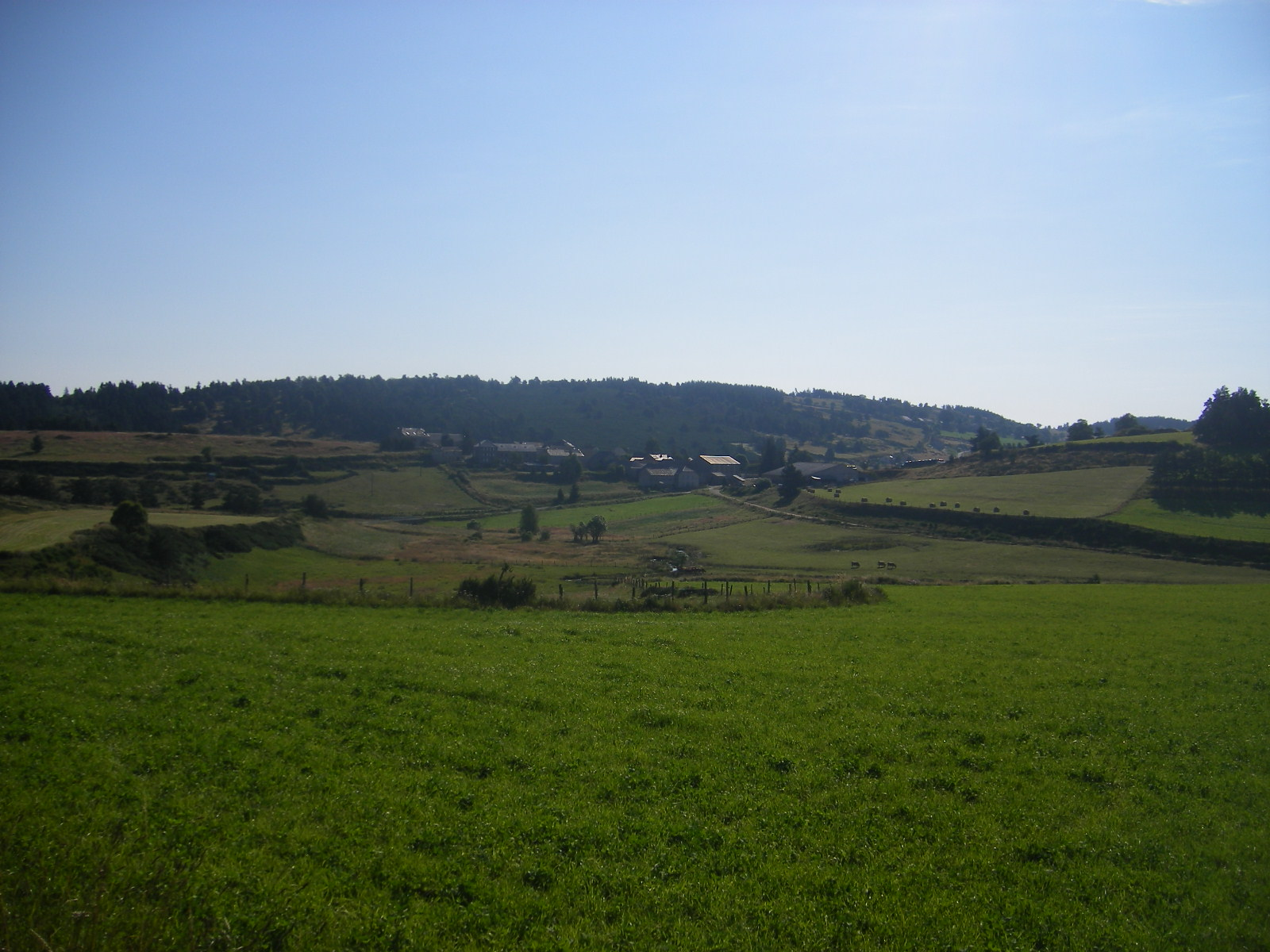
Boissantfeuilles

## Kapcsolódó szócikk
- Lozère megye községei